# 哈坦加河
哈坦加河（俄语：Река Хатанга）是俄羅斯克拉斯諾亞爾斯克邊疆區的河流，河道全長227公里，最後流入拉普捷夫海。哈坦加河流域面積364,000平方公里，流域內有超過112,000個總面積11,600平方公里的湖泊，河道可讓船隻航行。